# Ваволь
Ваволь (устар. Вавуля, Ваваль, Вавель) — река в России, протекает по Чудовскому району Новгородской области.
Длина реки составляет 17 км.
Начинается в лесной болотистой местности на высоте 40 м над уровнем моря. Устье реки находится в 118 км по правому берегу реки Волхов на высоте 18 м над уровнем моря.
В 1,5 км от устья, по правому берегу реки впадает река Пока.
На берегу реки стоят деревни Новая и Берёзовец Грузинского сельского поселения.

## Данные водного реестра
По данным государственного водного реестра России относится к Балтийскому бассейновому округу, водохозяйственный участок реки — Волхов, речной подбассейн реки — Волхов. Относится к речному бассейну реки Нева (включая бассейны рек Онежского и Ладожского озера).
Код объекта в государственном водном реестре — 01040200612102000018905.